# إيفلين دوبرو
إيفلين "إيفي" دوبرو (6 مارس 1911 - 20 يونيو 2006) كانت نشطة سياسية في جماعات الضغط العمالية الأمريكية لصالح الاتحاد الدولي لعمال الملابس للسيدات.
ولدت دوبرو في 6 مارس 1911 في باسايك في ولاية نيو جيرسي. 
أثناء ال الحرب الأهلية الإسبانية بدأت دوبرو نشاطها العمالي من خلال توزيع منشورات في ساحة الاتحاد في نيويورك. والتحقت بجامعة نيويورك حيث درست الصحافة. وبعد التخرج بدأت العمل في صحيفة باترسون مورنينغ كول، وانضمت إلى نقابتها الأولى، نقابة الصحف.  
حصلت على وسام الحرية الرئاسي من الرئيس بيل كلينتون عام 1999. توفيت في 20 يونيو 2006، إثر نوبة قلبية في مستشفى جامعة جورج واشنطن في واشنطن العاصمة، عن عمر  95 عامًا.